# Sadowie (gemeente)
De gemeente Sadowie is een landgemeente in het Poolse woiwodschap Święty Krzyż, in powiat Opatowski.
De zetel van de gemeente is in Sadowie.
Op 30 juni 2004 telde de gemeente 4324 inwoners.

## Oppervlakte gegevens
In 2002 bedroeg de totale oppervlakte van gemeente Sadowie 81,71 km², waarvan:
- agrarisch gebied: 86%
- bossen: 9%

De gemeente beslaat 8,96% van de totale oppervlakte van de powiat.

## Demografie
Stand op 30 juni 2004:
| Omschrijving                   | Totaal | Totaal | Vrouwen | Vrouwen | Mannen | Mannen |
| ------------------------------ | ------ | ------ | ------- | ------- | ------ | ------ |
| eenheid                        | aantal | %      | aantal  | %       | aantal | %      |
| inwoners                       | 4324   | 100    | 2210    | 51,1    | 2114   | 48,9   |
| bevolkingsdichtheid (inw./km²) | 52,9   | 52,9   | 27      | 27      | 25,9   | 25,9   |

In 2002 bedroeg het gemiddelde inkomen per inwoner 1132,79 zł.

## Aangrenzende gemeenten
Baćkowice, Ćmielów, Opatów, Bodzechów, Waśniów